# 金田晶
金田 晶（金田 アキ，1983年8月18日—）是日本女性聲優。綜合學園涉谷校畢業，尾木Pro THE NEXT所属。愛知縣出身。舊藝名：金田 晶代（かなだ あきよ）

## 出演作品

### 電視動畫
2004年
- 愛你寶貝（男孩）
- 次元艦隊（少年）

2005年
- 銀牙傳說WEED（幼犬）

2006年
- 韋駄天翔（鮫島牙舞）
- 極速方程式（志波龍〈幼年〉）
- 銀牙傳説WEED（幼いヒロ、幼犬）
- 彩雲國物語（絳攸〈少年時代〉）
- 死神的歌謠（瀨戶公太）
- 雙面騎士（女性石像怪C）
- Happiness!（小日向雄真〈少年〉）
- 爆球Hit! 轟烈彈珠人（日向翔）
- 暮蟬悲鳴時（犬飼寿樹）
- 遊戲王GX（湯姆、小勉）

2007年
- 我愛美樂蒂 第三期（プンシューズ）
- CODE-E（藤原）
- 棋靈少女（本間素生）
- 神聖十月（約書亞〈10歳〉）

2008年
- 吸血鬼騎士（女學生）
- 吸血鬼騎士 Guilty（少年、女學生）
- 威爾貝魯物語～威爾貝魯的姐妹～ 第二幕（レイジー・ラゼル）
- 圖書館戰爭（小孩、少年、小孩A、業務員B、專欄作家、毬江的母親）
- 迷宮塔 ～烏魯克之盾～（イリリ）
- 夏目友人帳（親戚的阿姨、婆婆、主婦、女高中生、民子的母親）
- PERSONA -trinity soul-

2009年
- 11eyes（皐月驅〈幼年〉）
- K-ON!（聰的朋友）
- 獸之奏者（チョクの母、店員、村人、學童2、學童、女官少女）
- 烏龍派出所 特別番組（幼稚園生B）
- 寶石寵物（芙蘿拉、小麻、小孩、克里斯）
- 續 夏目友人帳（阿姨、男學生、老闆娘）
- 迷宮塔 ～烏魯克之劍～（イリリ）
- 元氣媽媽（表弟、長男、女子）
- 戰鬥陀螺 鋼鐵奇兵（鋼銀河）
- 遊戲王5D's（少年）
- 義呆利 Axis Powers（豆丁義大利）

2010年
- 料理偶像（じゅん）
- 寶石寵物（朵芭斯）
- 寶石寵物 Twinkle☆（幼時利昂、男生）
- 元氣媽媽（大地猛、辣妹店員、對戰選手、肯達人）
- 戰鬥陀螺 鋼鐵奇兵 爆（鋼銀河）
- 遊戲王5D's（卡莉渚〈第二代〉）

2011年
- 亞斯塔蘿黛的後宮玩具（條紋內褲超人）#6
- 寶石寵物 Sunshine（克里斯、朵芭斯、芙蘿拉、女高中生A）
- 寶石寵物 Twinkle☆（芙蘿拉、朵芭斯）
- SKET DANCE（去川、笛吹·兄（子供）、幼稚園生A）
- 夏目友人帳 参（小孩、女學生、吹雪妖怪）
- 戰鬥陀螺 鋼鐵奇兵 4D（鋼銀河）
- 靈異E接觸（清水良樹）
- 遊戲王ZEXAL（表裏德之助）

2012年
- 反斗小王子（子供）
- 向銀河開球（郷田幼時）
- 王者天下（有）
- ゴン
- 能量獸之戰獸旋戰鬥（查理曼）
- 寶石寵物 Kira☆Deco！（芙蘿拉、朵芭斯、克里斯）
- 寶石寵物 Sunshine（女高中生）
- SKET DANCE（神秘學研部員）
- 超譯百人一首戀歌（貞明幼少）
- 美食獵人TORIKO（小孩）
- 夏目友人帳 肆（蹴鞠、順子、男小學生）
- 戰鬥陀螺 鋼鐵奇兵 ZEROG（鋼銀河）
- 遊戲王ZEXALII（表裏德之助）
- 軍火女王Perfect Order（萊拉·伊布拉辛·法伊札）

2013年
- 王者天下 第2季（幼少政）
- 能量獸之戰獸旋戰鬥（エックスレイ）
- BEAST SAGA（ビバップ）
- LINE OFFLINE（可妮／兔兔）
- LINE TOWN（可妮／兔兔）
- 限制級殺手（弟子）

2014年
- 戰鬥飛輪 - 超激戰（Armes Navy）

2015年
- 卡片戰鬥先導者G（私立中學的學生）
- Battle Spirits 烈火魂（曉佐助）
- 境界之輪迴（太一）
- GANGSTA.（播報員）

2016年
- 夢幻之星Online2 The Animation（佐佐木豐）
- 魔法使 光之美少女！（瓊）
- 烏龍派出所 THE FINAL 兩津勘吉最後的一天（鎮民們）
- 夏目友人帳 伍（竹光）

2018年
- 见习神仙 秘密的心灵（希頓）
- 索斯機械獸WILD（阿嵐〈幼少期〉）

2020年
- Healin' Good ♥ 光之美少女（喵托蘭）

2024年
- 七龍珠大魔（克林〈迷你〉[1]）

2025年
- 香格里拉·開拓異境～糞作獵手挑戰神作～（史蒂伍德[2]）

### 動畫電影
- 戰鬥陀螺 鋼鐵奇兵 劇場版（鋼銀河）
- 銀幕 義呆利 Paint it, White（豆丁意大利）

2020年
- 光之美少女 Miracle Leap 與大家不可思議的一天（喵托兰[3]）

### 網路動畫
- 地下巧克力（フランキー・クローリー）
- 義呆利 Axis Powers（豆丁義大利、奧地利（幼年）、街娘、貓、男）
- 義呆利 Axis Powers World Series（豆丁義大利、豆丁南義大利、冰島（幼年）、街娘）

### 遊戲
- 聖劍傳說4（サラマンダー）
- 牧場物語 歡迎來到風之市集（迪魯卡、克萊爾）
- 戰鬥陀螺 鋼鐵奇兵系列（鋼銀河）
  - 戰鬥陀螺 鋼鐵奇兵 血戰競技場
  - 戰鬥陀螺 鋼鐵奇兵 爆誕！電流天馬
  - 戰鬥陀螺 鋼鐵奇兵 爆神須佐之男來襲！
  - 戰鬥陀螺 鋼鐵奇兵 頂上決戦！大爆炸
  - 戰鬥陀螺 鋼鐵奇兵 超絕轉生！巴爾幹赫瑟斯
- 遊戲王5D's系列（一般角色）
  - 遊戲王5D's Tag fourth 4
  - 遊戲王5D's Tag fourth 5
- 女神異聞錄5（織田信也）
- 食之契約（仰望星空）

2018年
- 心跳偶像（三田希少）

2020年
- PSO2 期間限定NPC（2020年6月10日～2020年7月8日）（猫ノ宮♪）

### 
- （鋼銀河）
- （旁白）

### 廣播節目
- 三瓶由布子の超ラジ!Girls（2010年8月18日，來賓）

### 寫實
- アニソ〜ンぷらす（2010年8月16日，來賓）

### 廣播劇CD
- （客人）
- （女學生）
- 黑塔利亞系列
  - 廣播劇CD vol.2（奧地利（幼年））
  - 廣播劇CD 黑塔利亞× Vol.3（豆丁義大利）
- （子供煉瓦）
- （若龍）
- （女大學生）

### 其他
- 決鬥王 （鋼銀河）
- 戰鬥陀螺 鋼鐵戰魂 （鋼銀河）

## 外部連結
- 尾木プロ THE NEXTによる公式プロフィール （日語）
- かなだらいにはあきあきよ!〜金田アキのブログ〜 （页面存档备份，存于） （日語）
- 金田晶代のRADIO☆TA2 （页面存档备份，存于） （日語）

1. ↑  . MANTANWEB. 2024-10-19  [2024-10-19] （日语）.
2. ↑  . Comic Natalie. 2025-01-19  [2025-01-19] （日语）.
3. ↑  .   [2020-01-07]. （原始内容存档于2019-12-10）.